# Liste der Baudenkmale in Deutsch Evern
In der Liste der Baudenkmale in Deutsch Evern sind die Baudenkmale der niedersächsischen Gemeinde Deutsch Evern und ihrer Ortsteile aufgelistet. Die Quelle der  Baudenkmale ist der Denkmalatlas Niedersachsen. Der Stand der Liste ist der 24. Januar 2023.

## Allgemein
In den Spalten befinden sich folgende Informationen:
- Lage: die Adresse des Baudenkmales und die geographischen Koordinaten. Kartenansicht, um Koordinaten zu setzen. In der Kartenansicht sind Baudenkmale ohne Koordinaten mit einem roten Marker dargestellt und können in der Karte gesetzt werden. Baudenkmale ohne Bild sind mit einem blauen Marker gekennzeichnet, Baudenkmale mit Bild mit einem grünen Marker.
- Bezeichnung: Bezeichnung des Baudenkmales
- Beschreibung: die Beschreibung des Baudenkmales. Unter § 3 Abs. 2 NDSchG werden Einzeldenkmale und unter § 3 Abs. 3 NDSchG Gruppen baulicher Anlagen und deren Bestandteile ausgewiesen.
- ID: die Objekt-ID des Baudenkmales
- Bild: ein Bild des Baudenkmales, ggf. zusätzlich mit einem Link zu weiteren Fotos des Baudenkmals im Medienarchiv Wikimedia Commons. Wenn man auf das Kamerasymbol klickt, können Fotos zu Baudenkmalen aus dieser Liste hochgeladen werden:

## Deutsch Evern

### Gruppe: Dorfstraße 20
Die Gruppe hat die ID 34326450. Von der Hofanlage sind Schafstall und Speicher an ursprünglichen Ort erhalten. Unregelmäßig angeordnet. Wohn-/ Wirtschaftsgebäude 1988 transloziert. Heute Am Hengstberg 9 als ev.-luth. Kirche St. Martinus genutzt (siehe dort).

| Lage                        | Bezeichnung | Beschreibung | ID       | Bild |
| --------------------------- | ----------- | --- | -------- | ---- |
| 53° 12′ 2″ N, 10° 26′ 20″ O | Speicher    | Fachwerkbau mit Backsteinausfachung auf Feldsteinsockel und unter Halbwalmdach in Ziegelpfannendeckung. Errichtet Mitte 19. Jh.                                                                                                 | 28827306 | BW   |
| 53° 12′ 3″ N, 10° 26′ 18″ O | Stall       | Fachwerkbau mit Backsteinausfachung auf Feldsteinsockel unter Halbwalmdach ursprünglich in Weichdeckung. Mittige Tore, Schäfertür auf der Nordwestseite neben dem Tor. Ausfachung teils gemustert. Errichtet etwa Mitte 18. Jh. | 28827467 | BW   |

### Gruppe: Forstgut Lendenbruch
Die Gruppe hat die ID 34326467. Um quadratischen Hof angeordnete Forstgut mit Wohn-/ Wirtschaftsgebäude und rechtwinklig angeordneten Stall.

| Lage                        | Bezeichnung               | Beschreibung | ID       | Bild |
| --------------------------- | ------------------------- | --- | -------- | ---- |
| 53° 11′ 31″ N, 10° 27′ 5″ O | Wohn-/ Wirtschaftsgebäude | Ein Kilometer südöstlich des Ortes. Wohnhaus in Ziegelfachwerk mit Wirtschaftsteil, Satteldächer in Ziegelpfannendeckung. 1936.        | 28827363 | BW   |
| 53° 11′ 32″ N, 10° 27′ 7″ O | Stall                     | Fachwerkbau mit Backsteinausfachung unter Satteldach mit Ziegelpfannendeckung. Verputzte und weiß gestrichene Gefache. Errichtet 1936. | 28827325 | BW   |

### Einzelobjekte
| Lage                                         | Bezeichnung               | Beschreibung | ID       | Bild |
| -------------------------------------------- | ------------------------- | --- | -------- | ---- |
| Am Hengstberg 9 53° 12′ 11″ N, 10° 26′ 30″ O | Martinus-Kirche           | Zweiständerhallenhaus mit Vorschauer in Unterrähmkonstruktion, Fachwerk mit Backsteinausfachungen unter Krüppelwalmdach in Reetdeckung. Giebel mit regelmäßig angeordnete Kopf- und Fußstrebenpaare auf gerundeten Balkenköpfen vorkragend. Bauinschrift am Wirtschaftsgiebel. Errichtet 1665(i). Transloziert von Hofanlage Dorfstraße 20 (siehe dort) und zur Kirche St. Martinus umgenutzt. Architekt: Heinz Meyer, Lüneburg 1988. Im Inneren künstlerische Ausgestaltung des Altarraumes zum Thema „Gesetz und Evangelium“ von Friedrich Press, Taufstein 1685. | 28827421 |      |
| An der Worth 3 53° 11′ 58″ N, 10° 26′ 12″ O  | Wohn-/ Wirtschaftsgebäude | Giebelständiger, eingeschossiger Fachwerkbau mit Backsteinausfachung in Vierständerkonstruktion unter Halbwalmdach in Ziegelpfannendeckung, Zwerchhaus in östlicher Dachfläche über dem Eingang. Wirtschaftsgiebel mit Gitterwerk. Errichtet zweite Hälfte 19. Jh. | 28827383 | BW   |
| Bahnhofstraße 3 53° 12′ 0″ N, 10° 26′ 8″ O   | Schafstall                | Giebelständiger Fachwerkbau mit Backsteinausfachung auf Feldsteinsockel unter Halbwalmdach ursprünglich in Weichdeckung. Streben und Fußbänder an den Giebelseiten. Außermittige Tore an Schmalseiten, Schäfertür auf nördlicher Traufseite, darüber Bauinschrift. Errichtet 1747. | 28827402 | BW   |